# بورتون فيليبس
بورتون فيليبس (بالإنجليزية: Burton Phillips)‏ هو مجرم أمريكي، ولد في 20 مايو 1912، وتوفي في 28 يوليو 1999.